# 友情装着!ブットバースト
『友情装着!ブットバースト』（ゆうじょうそうちゃく!ブットバースト）は、バンダイナムコゲームス（後のバンダイナムコエンターテインメント）・ナムコレーベルより販売されていたアーケードゲーム。稼働期間は2013年 - 2015年。

## 概要
トレーディングカードアーケードゲームの要素を持ったガンシューティングゲーム。「バレット」と呼ばれる、表裏にキャラクターのステッカーが貼られたプラスチックのプレートを、筐体に繋がった銃型コントローラー「マデルガン」に3枚差し込ませてプレイする。

## ゲームシステム
バレットは緑色のガンバレット、青いマジックバレット、赤いビーストバレットの3種類があり、これらの3種類のバレットを組み合わせて製作したデッキを用いてゲームをプレイする。基本のデッキ内容は、マデルガンの性能を強化するガンバレット1枚、様々な魔法を使えるようになるマジックバレット1枚、そして魔獣を召喚して必殺技を出すことが出来るビーストバレット1枚。ただし、全てのバレットが無くてもマデルガンのボタンを押すことでレンタルバレットが装着され、ゲームを行うことが出来る。
ガンバレット
表面には魔蟲（まちゅう）のキャラクターイラストと「攻撃力」「属性」「友情度」「族名」、ゲーム中にアップする「マックスレベル」が記載されている。裏面には「特殊弾」「特殊能力」、魔蟲のキャラクター設定等が記載されている。レアリティによっては特殊能力を持たないものもある。
マジックバレット
表面には魔人（まじん）のキャラクターイラストと「魔力」「属性」「友情度」「族名」、魔人の特性「守（ガード）」もしくは「攻（アタック）」が記載されている。裏面には「魔法1」「魔法2」、魔人のキャラクター設定等が記載されている。
ビーストバレット
表面には魔獣（まじゅう）のキャラクターイラストと「破壊力」「属性」「友情度」「族名」が記載されている。裏面には「レベル1必殺技名」「レベル2必殺技名」「レベル3必殺技名」とそれぞれの威力、召喚時に行うタックルの威力である「タックルパワー」、「特殊能力」とその説明、魔人のキャラクター設定等が記載されている。

## 遊び方
1. 100円玉を入れる。
2. バレットが払い出される。この時マデルガンのボタンを押しっぱなしにすると購入モードに移行し、最大5枚までゲームをせずにバレットの購入だけ出来る。
3. バレット装着画面でガンのスロットに差し込む。バレットがない場合はボタンを押すとデフォルトで用意されたダミーバレットが装着される。
4. ステージ1で闘うボス魔獣を選択するとゲームスタート。画面に現れるザコを銃を画面に向かって撃ち、撃破しながらボスの出現する場所に移動。
5. 敵やボスの攻撃を受けるとHPが減り、無くなるとゲームオーバーとなる。
6. ボスが登場したら、マデルガンのボタンを押してスロットを止めると自分の魔獣が召喚され、スロットの目に応じたパワーでタックル攻撃をする。
7. ボス戦ではを敵ボス魔獣を撃つ事で、画面上部の「チャージ」が貯まり、満タンになると画面上にルーレットが展開。止めた目に応じたレベルの必殺技を魔獣が繰り出す。逆に敵ボス魔獣のチャージが貯まると、その必殺技を食らうことになる。
8. 一度ボス魔獣のHPをゼロにすると、ボス魔獣が逃げるか自爆する体制をとるため、ある程度撃って爆破させる必要がある。これが本作の決め手である「ブットバースト」である。
9. 勝つとステージ2に進むことが出来る。そのステージ2ではザコ戦無しのボス戦のみとなる。
10. ステージ1と2で難易度の高い敵ボス魔獣を倒すと、大ボスが登場するステージ3に進むことが出来る。

## リリース
- 2013年3月15日 - 魔の1弾「襲来!凶悪魔獣軍団!!」稼働
- 2013年6月13日 - 魔の2弾「強襲!ブラックバーサーカー軍団!!」稼働
- 2013年9月12日 - 魔の3弾「押忍!魔界ツッパリ軍団!!」稼働
- 2013年12月12日 - 魔の4弾「死闘!ヴォルグリム最終決戦!」稼働
- 2014年4月10日 - メテオ1弾「恐怖!宇宙よりの侵略軍」稼働
- 2014年7月10日 - メテオ2弾「脅威!白き凶悪軍団!」稼働
- 2014年10月30日 - スペシャル1弾稼働（払い出しバレットのみの変更。ソフトはメテオ2弾のままで、以降も同じ）
- 2015年2月26日 - スペシャル2弾稼働
- 2015年7月31日 - スペシャル3弾稼働（この弾で完結となり、バレットの在庫が無くなり次第順次稼働終了となる）

なお、稼働終了した筐体の一部は『ドラゴンボール ゼンカイバトル』にコンバートされている。

## クロスメディア展開
本作のメディア展開は小学館のコロコロコミックおよび別冊コロコロコミックにより行われ、筐体のアドバタイズデモにおいても、コロコロコミックとの連動の告知がなされていた。また、別冊コロコロコミックにて足立たかふみ作画による漫画版が2013年4月号から2014年8月号まで連載された。
玩具および関連グッズがメガハウスより発売され、バレットを持ち運べるホルダーやバインダーの他、実際のゲーム機に備え付けの物とほぼ同じ大きさで実際にバレットで強化することの出来るマデルガンの対戦光線銃、バレットを使ったボードゲームなどが展開された。

## 主題歌
「くらえ!ブットバースト!!」
歌:影山ヒロノブ 作詞:NBGI (指田稔) 作曲：NBGI (濱本理央)